# 最终幻想VII：永恒危机
《最终幻想VII：永恒危机》是一部角色扮演游戏，由Applibot开发，史克威尔艾尼克斯发行，于2023年9月7日在Android和iOS平台正式发行。并于2023年12月7日登陆PC平台，且國際版於2024年3月1日起，開放多個地區進行下載及遊玩。这部游戏是1997年电子游戏《最终幻想VII》的一系列衍生产品开发计划“最终幻想VII补完计划”的一部分。这部游戏以单人移动体验重构了《最终幻想VII》和补完计划中所有故事的时间线。

## 内容
《最终幻想VII：永恒危机》是一款内置虚拟抽奖的手机游戏。这款游戏计划每月分期发行，重新讲述1997年电子游戏《最终幻想VII》的故事，以及最终幻想VII补完计划中的所有经典作品，包括电影《降临之子》、游戏《危机之前》、《核心危机》和《地狱犬的挽歌》。游戏允许玩家可以从时间轴中自由选择可游玩的章节，在系列的不同作品之间跳转。游戏的战斗系统借鉴了原作游戏的主动时间战斗系统。本作的基本游玩免费，但将提供付费虚拟抽奖以随机获得3~5星及Ultimate武器和服装道具。上线时收录《最终幻想VII》，《核心危机》和《第一战士》三作的部分章节。各作的解锁有一定顺序，初始仅可玩《最终幻想VII》。上线后也与最终幻想VII补完计划之外的作品进行了联动。

## 可遊玩角色
新分類：攻擊、坦克、輔助、回復（2025年3月7日10:00更新）
克勞德：攻擊
巴雷特：坦克
蒂法：攻擊
艾莉絲：回復
赤紅XIII：回復
尤菲（2024年1月加入）：攻擊
席德（2025年1月加入）：輔助
文森特（2024年7月加入）：攻擊
凱特西（2024年4月加入）：輔助
札克斯：攻擊
賽菲羅斯（2023年10月加入）：攻擊
安吉爾（2024年10月加入）：坦克
格倫：坦克
露緹雅：輔助
馬特：回復

## 开发
《永恒危机》是最终幻想VII补完计划的一部分，该系列是扩充《最终幻想VII》世界观和故事线的各种媒体创作的集合。《永恒危机》由Applibot开发，并由最终幻想系列原创作方史克威尔艾尼克斯出版。市川翔一担任本作的制作人、野岛一成担任编剧、北濑佳范则是执行制片人、野村哲也担任创意总监。最终幻想VII补完计划系列最初只包含了四部主要的官方作品，以2007年的游戏《核心危机》为结束。然而自从2020年发行《最终幻想VII 重制版》开始，北濑佳范重新启动了“补完计划”并将多个衍生项目投入制作，其中就包括《永恒危机》。
野村哲也将《永恒危机》描述为对《最终幻想VII》系列故事的另一种重塑。除了重新改编原有的故事情节，系列编剧野岛一成还加入了新的素材，包括《最终幻想VII：第一战士》的背景故事，以及各种《最终幻想VII》系列游戏角色童年的故事。
史克威尔艾尼克斯将本作的图形表现描述为对原版《最终幻想VII》中角色和场景“怀旧风格”的Q版制作。野村最初希望游戏中的角色形象采用3D渲染，但技术限制迫使团队使用2D图形。本作的角色设计和图形制作由藤濑丽莎负责。制作方表示目前正在考虑是否为游戏制作全程配音，但在此之前需要充分考虑移动平台的技术局限性。野村还指出，被收录的多部游戏在技术、风格和游戏机制方面差异很大，而本作将允许各部作品以统一的形式呈现出来。本作中亦会有新的编曲出现。
2021年1月，制作方在日本、北美、欧洲和澳大利亚等地注册的商标首次暗示了《永恒危机》的存在。本作的标题《Ever Crisis》（EC）遵循了补完计划系列的命名约定。这款游戏于2021年2月发布，同时发布的还有PlayStation 5版本的《最终幻想VII 重制版》游戏，以及手机平台大逃杀类衍生游戏《最终幻想VII：第一战士》。依照计划，本作将于2022年在全世界范围内发行（除中国大陆以外）。这将标志着游戏《危机之前》在西方游戏市场的首次正式亮相，而在此之前这部游戏只在日本市场发行。